# Ломова, Наталия Фёдоровна
Наталия Фёдоровна Ломова (род. 22 августа 1963 года, Москва, РСФСР, СССР) — российский искусствовед, академик Российской академии художеств (2016).

## Биография
Родилась 22 августа 1963 года в Москве.
В 1986 году — окончила Всероссийский заочный финансово-экономический институт, в 2001 году — аспирантуру Института общего образования, в 2004 году — курсы повышения квалификации в Академии переподготовки работников искусства, культуры и туризма в 2004 году.
В 2002 году — защитила кандидатскую диссертацию, тема: «Музейная педагогика как средство эффективной подготовки учителей изобразительного искусства в педвузе».
С 2006 года — доцент по кафедре методики обучения изобразительному и декоративно-прикладному искусству.
В 2012 году — избрана членом-корреспондентом, а в 2016 году — академиком Российской академии художеств от Отделения искусствознания и художественной критики.
Начальник Управления по координации академического художественного образования Российской академии художеств.
В 2014 году — поддержала заявление деятелей культуры России в поддержку позиции Президента РФ по Украине и Крыму.

## Научная и общественная деятельность
Сфера научных интересов — взаимосвязь искусствознания и художественного образования; интеграция педагогической науки с музееведением и культурологией; музейная педагогика.
Автор публикаций и научных статей, в том числе опубликованных в периодических изданиях и научных сборниках за последние годы.
С 2012 года — член Творческого союза художников России.
С 2014 года — член Международного художественного фонда.

## Награды
- Почётный работник сферы образования Российской Федерации (2017)